# Mizotch
Mizotch (en ukrainien : Мізоч ; en russe : Мизоч ; en polonais : Mizocze) est une commune urbaine de l'oblast de Rivne, en Ukraine. Elle se trouve dans le raïon de Zdolbouniv. Sa population s'élevait à 3 365 habitants en 2021.

## Géographie
Mizotch est située à 27 km au sud-sud-ouest de Rivne et à 311 km à l'ouest de Kiev.

## Histoire

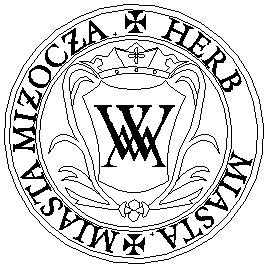
Les armoiries de 1761

La première mention écrite de Mizotch remonte à 1322. Par un diplôme du 23 septembre 1761, le roi Auguste III de Pologne autorise la création d'une ville avec des privilèges urbains droit de Magdebourg dans le district de Loutsk. Les armoiries de la ville mêlent un « M » et un « W ».
Le 14 octobre 1942, un peu plus de 1 700 Juifs, principalement des femmes et des enfants, du ghetto de Mizotch furent assassinés dans un ravin des environs de Mizotch par l'Einsatzgruppe C et des miliciens ukrainiens.
Les armoiries et le gonfalon modernes de Mizotch furent adoptés en 1998. Les lettres « M » et « W » entrelacées représentent le nom de la ville, comme sur les armoiries de 1761, et figurent sur un champ vert qui symbolise les bois environnants et l'agriculture.

## Population
Recensements ou estimations de la population :
| 1959* | 1970* | 1979* | 1989* | 2001* | 2013  | 2014  |
| ----- | ----- | ----- | ----- | ----- | ----- | ----- |
| 3 732 | 3 863 | 4 064 | 4 220 | 3 690 | 3 561 | 3 526 |

| 2015  | 2016  | 2017  | 2018  | 2019  | 2020  | 2021  |
| ----- | ----- | ----- | ----- | ----- | ----- | ----- |
| 3 550 | 3 546 | 3 541 | 3 510 | 3 479 | 3 427 | 3 365 |

## Transports
Mizotch possède une gare ferroviaire et se trouve à 29 km de Zdolbouniv par le chemin de fer et à 30 km par la route.